# Vic Gentils

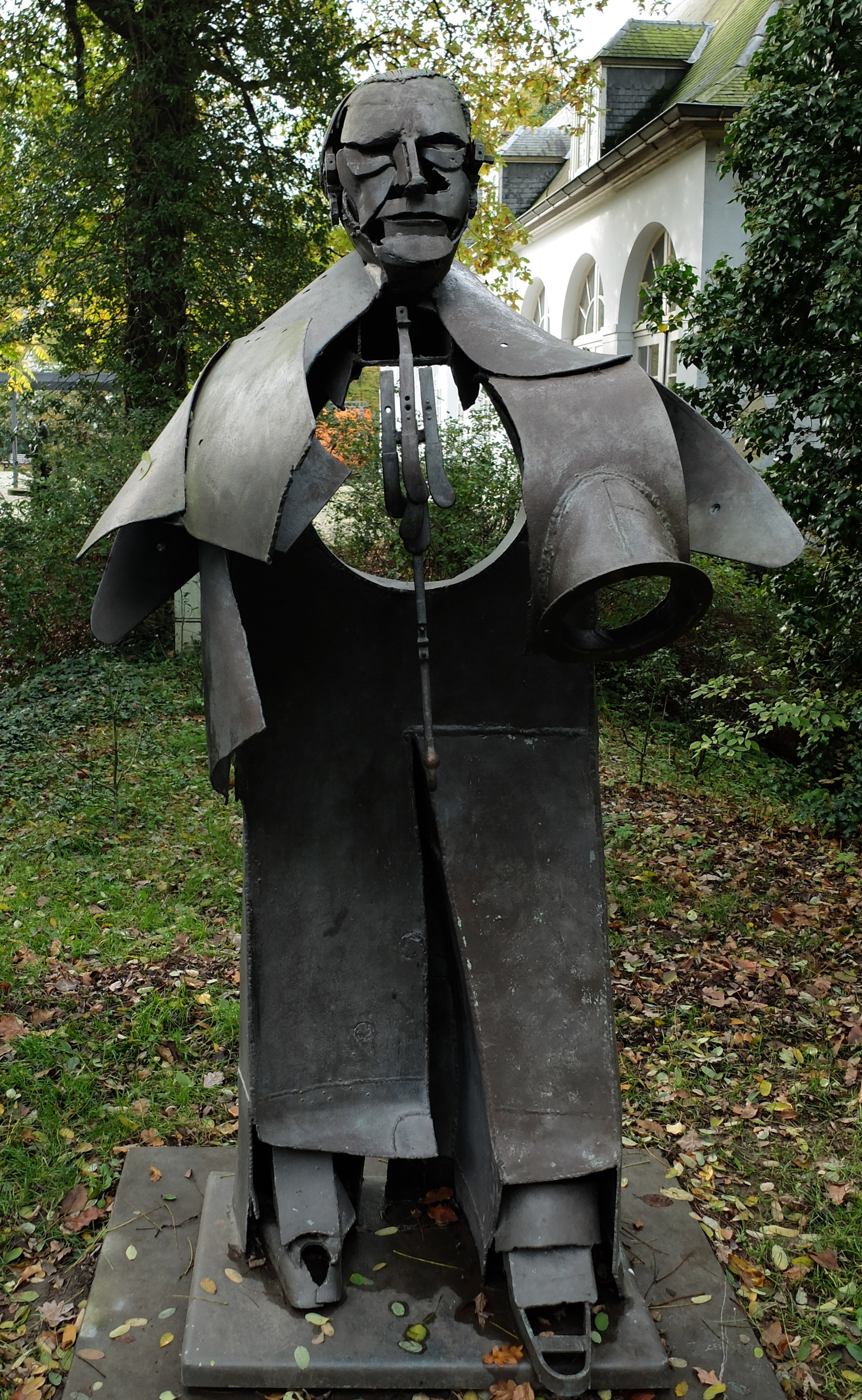
Vic Gentils: Beeld van burgemeester Lode Craeybeckx in het Openluchtmuseum voor beeldhouwkunst Middelheim

Victor (Vic) Gentils (Ilfracombe, Devon, Engeland, 19 april 1919 – Aalst, 27 februari 1997) was een Belgisch beeldhouwer en schilder. Hij was een vertegenwoordiger van het nieuw realisme.

## Biografie
Vic Gentils werd in Engeland geboren als zoon van een Franse vader en een Vlaamse moeder. Hij studeerde in de jaren 1940 aan het Nationaal Hoger Instituut voor Schone Kunsten in Antwerpen. In het begin van zijn carrière schilderde hij vooral expressionistische landschappen maar hij evolueerde naar een meer neosurrealistische stijl. Vanaf 1958 legde hij zich toe op reliëfs van koperplaat op doek. In de volgende jaren begon hij met experimenteel beeldhouwen en assemblagekunst met houten en metalen recuperatiematerialen (o.a. piano-onderdelen, gebrand hout en meubelstukken). Met deze werken verwierf hij bekendheid. Zijn stijl evolueerde van streng en ritmisch naar steeds speels en barok. Vanaf 1969 poogde hij een verbinding te maken tussen schilder- en beeldhouwkunst in zijn werk.
In 1958 was Gentils medeoprichter van de kunstenaarsgroep "G 58" in het Hessenhuis te Antwerpen en was lid van de Gentse Forumgroep. In 1964 vertegenwoordigde Gentils België op de Biënnale van Venetië en nam tevens deel aan de Biënnale van Kassel. In 1967 volgde deelname aan de Biënnale van São Paulo. In 1969 ontving hij de eerste Robert Giron-prijs. In 1977 werd hij onderscheiden als ridder in de Leopoldsorde. In 1993 werd hij in de Belgische adel opgenomen met de titel van ridder.
Zijn werk is onder andere te zien in de Koninklijke Musea voor Schone Kunsten van België.

## Werken
Voorbeelden:
- Toccata en Fuga (1962)
- Het Groot Schaakspel (1965)
- Brazilia (1969)
- Ensor et ses squelettes veulent se chauffer (1984)